# Lituaria australasiae
Lituaria australasiae är en korallart som först beskrevs av Gray 1860.  Lituaria australasiae ingår i släktet Lituaria och familjen Veretillidae. Inga underarter finns listade i Catalogue of Life.